# Верхнедеревечка
Верхнедеревечка (укр. Верхньодеревечка) — село в Краснодонском районе Луганской области Украины. Под контролем самопровозглашённой Луганской Народной Республики. Входит в Верхнешевыревский сельский совет.

## Население
Население по переписи 2001 года составляло 49 человек.

## География
Село расположено на реке Деревечке (правом притоке реки Большой Каменки, которая, в свою очередь, является правым притоком Северского Донца), в её верхнем течении. Соседние населённые пункты: село Верхнешевыревка и город Краснодон на севере; село Нижнедеревечка и поселок Поречье (оба ниже по течению Деревечки) на северо-востоке; сёла Королёвка на востоке, Черемшино, Провалье, Калинник и Маяк на юго-востоке, Бобриковка на юге, Батыр, Прохладное, Курячье, а также посёлок Комсомольский, на юго-западе; село Дубовка на западе, посёлки Радгоспный, Новоалександровка и Орджоникидзе на северо-западе.

## Общие сведения
Почтовый индекс — 94485. Телефонный код — 6435. Занимает площадь 1,148 км². Код КОАТУУ — 4421482203.

## Местный совет
94483, Луганская обл., Краснодонский р-н, с. Верхнешевыревка, ул. Ленина, 5а